# Real Basílica de São Francisco, o Grande

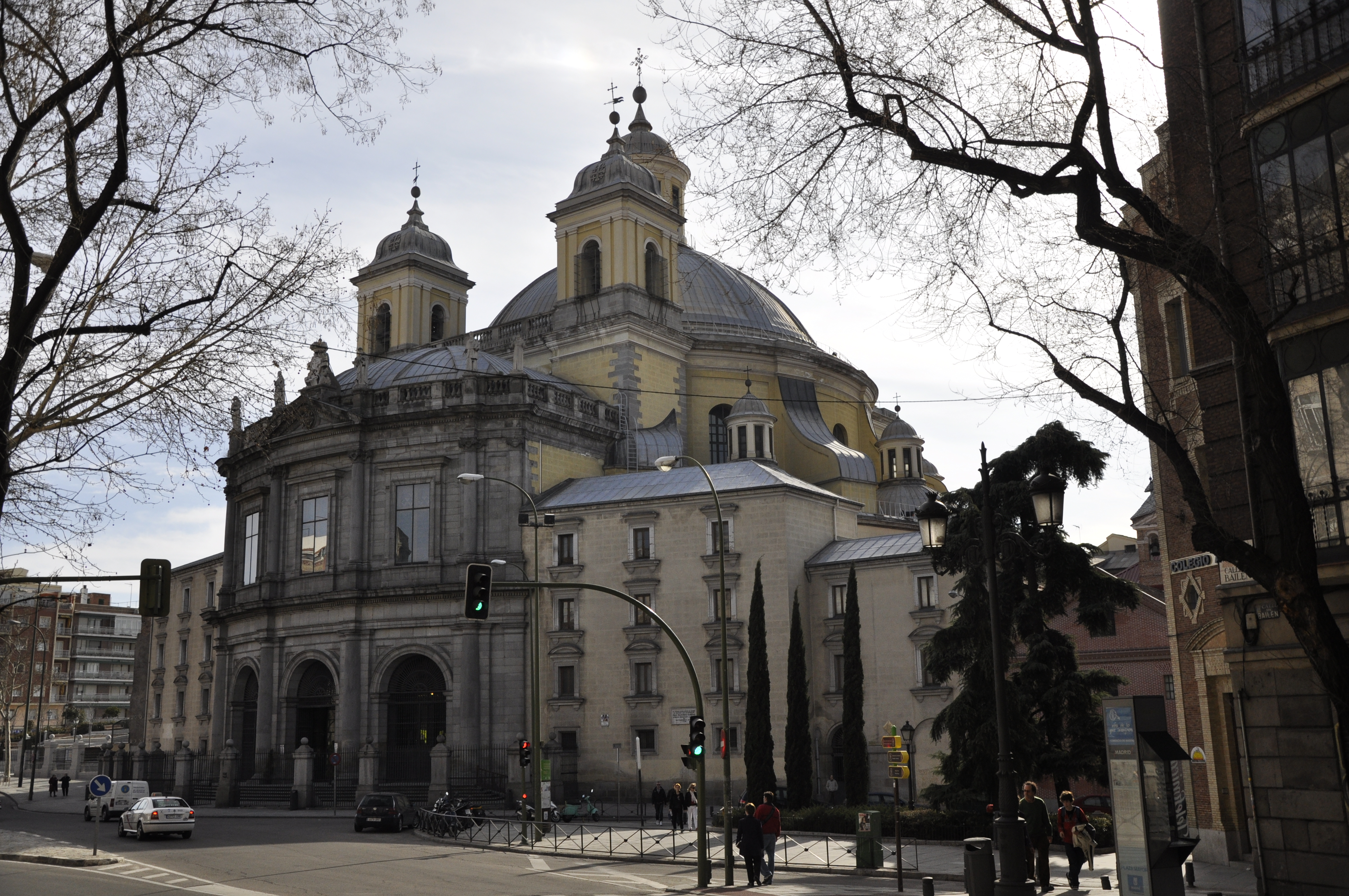
Aspeto da fachada da Basílica

A Real Basílica de San Francisco el Grande é um templo católico de Madrid (Espanha), localizado no bairro de Palacio, no centro histórico da capital. A basílica atual foi construída em estilo neoclássico na segunda metade do século XVIII, a partir de um projeto de Francisco Cabezas, e completado por Francesco Sabatini. O edifício apresenta uma cúpula considerada o terceiro maior diâmetro circular do cristianismo, assim como uma decoração interior suntuosa, feita em estilo eclético do final do século XIX. Sua galeria apresenta representantes da pintura espanhola dos séculos XVII ao XIX, com pinturas de Zurbarán e Goya. Em 19 de outubro de 1980 foi declarada Monumento Nacional, de acordo com o Real Decreto, recebendo assim estatuto de Interesse Cultural (BIC).

## História

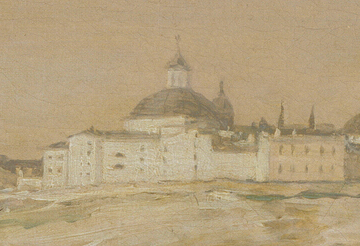
Detalhe da pradaria de San Isidro, de Goya. O pintor capturou a cúpula do templo neste trabalho por 1.788.

O local onde hoje se situa a basílica foi anteriormente ocupado por um convento franciscano, a qual, segundo a lenda, foi fundada pelo próprio São Francisco de Assis em 1217. Quando Filipe II fez de Madrid a capital do reino, em 1561, o convento foi ganhando em riqueza e importância, passando a receber relíquias vindas dos lugares santos conquistadas pelos cruzados. Em 1760, os franciscanos demoliram o edifício original para construir em seu sitio um templo maior, coberto por uma magnífica cúpula.

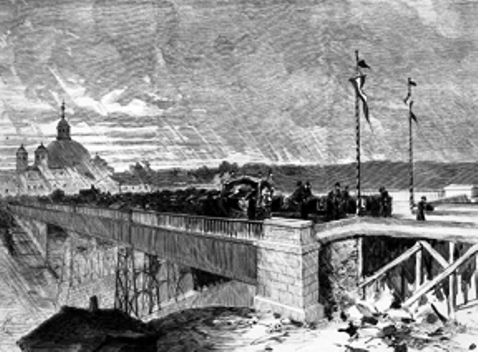
Transferência dos restos mortais de Calderón de la Barca, da Basílica de San Francisco el Grande (na foto, à esquerda) para o cemitério de St. Nicholas. A gravura correspondente a 1874, quando o templo deixou de ter função PanteãoNacional e foram devolvidos os restos mortais depositados lá para seus locais de origem.

Em 1836 os franciscanos foram expulsos do local, e o edifício passou para as mãos do Estado espanhol. Um ano mais tarde, pensou-se na possibilidade de se fazer ali um Panteão Nacional, mas a iniciativa não se concretizou. Em 1838, ele serviu como sede para um quartel de infantaria, antes de recuperar o status de local para culto religioso. Em 1869 foi revivida a ideia do Panteão Nacional, que ao longo dos próximos cinco anos abrigou os restos de diferentes personalidades da história espanhola, incluindo os restos de Calderón de la Barca, Alonso de Ercilla, Garcilaso de la Vega, Francisco de Quevedo, Ventura Rodríguez, Juan de Villanueva e Gonzalo Fernandez de Cordova (o Grande Capitão). Eles foram depositados em uma capela no interior da Basílica, mas retornaram em 1874 para os seus locais de origem.
Em 1879, o templo passou por uma grande reforma e restauração, financiada pelo Ministério de Estado. A reabilitação foi usada para redecorar o interior, em um processo que durou de 1880 até 1889, e que envolveu vários artistas espanhóis especializado em pinturas murais e artes decorativas, incluindo mais notavelmente Casto Plasencia, José Casado del Alisal e Salvador Martinez Cubells. A maioria de seus estudos e esboços estão preservadas no Museu do Prado.
Em 1926, o Rei Alfonso XIII devolveu o templo para os franciscanos. Em 30 de junho de 1962 foi declarado basílica menor pelo papa João XXIII. Durante todo o século XX a igreja foi centro de reformas e reabilitações, permanecendo fechado durante décadas. Em novembro de 2001, depois de décadas em construção, a igreja foi reaberta ao público em 2006, quando os restauradores começaram a recuperar as pinturas murais.